# 李家同
李家同（1939年1月5日—），台灣資訊科學家、作家。出生於中國大陸上海。曾任國立清華大學教務長、靜宜大學與國立暨南國際大學校長、暨大資訊工程學系及資訊管理學系教授。於2008年5月31日卸下暨南大學教授職務退休。2009年獲中華民國總統府聘為無給職資政。目前在國立清華大學兼任教職。2011年1月6日獲中華民國教育部頒予一等教育文化獎章。

## 家族
李家同之父李國瑊為經濟學家，為李鴻章長兄李瀚章之孫，李家同則為曾孫。

## 專業貢獻
李家同的研究領域為符號邏輯、演算法設計分析、平行計算方法、生物資訊等相關研究，並在這些領域發表超過一百篇以上之國際論文。近年則從事時事評論和英文學習書籍寫作。

## 公益事業
- 財團法人博幼社會福利基金會[3]

### 支持廢死
- 2010年3月13日，李家同在《聯合報》投書〈如果我被殺！〉一文，表達自己支持廢除死刑的立場。李家同在文中宣稱自己如果被殺，也要寬恕殺他的人，也要為他祈禱。並宣稱社會應該注重「寬恕」的重要性。引發外界對非受害者家屬的第三者是否有資格提出寬恕的討論。

## 荣誉

### 中华民国勋章奖章
- 二等经济专业奖章（经济部，2005年颁授）
- 一等教育文化专业奖章（教育部，2011年颁授）
- 一等景星勋章（2015年9月23日于台北总统府颁授[4]）

## 中文專書
- 《讓高牆倒下吧》，1995年，聯經出版公司
- 《陌生人》，1998年，聯經出版公司
- 《幕永不落下》，2000年，未來書城
- 《專門替中國人寫的英文基本文法》，2000年，聯經出版公司
- 《鐘聲又再響起》，2002年，聯經出版公司
- 《專門替中國人寫的英文課本初級本（上下冊）》，2003年，聯經出版公司
- 《專門替中國人寫的英文課本中級本（上下冊）》，2004年，聯經出版公司
- 《學好英文，沒有捷徑》，2004年，聯經出版公司
- 《一切從基本做起》，2004年，圓神出版社
- 《李伯伯最愛的40本書》，2005年，圓神出版社
- 《專門為中學生寫的數學課本-代數（上下冊）》，2006年，聯經出版公司
- 《專門為中學生寫的數學課本-四則運算》，2006年，聯經出版公司
- 《第21頁》，2006年，九歌出版社
- 《讀李家同學英文1-我的盲人恩師（My Blind Mentor）》，2006年，聯經出版公司
- 《讀李家同學英文2-車票（Tickets）》，2006年，聯經出版公司
- 《跟李伯伯學英文》，2007年，九歌出版社
- 《讀李家同學英文3-我只有八歲（I'm Only Eight Years Old）》，2007年，聯經出版公司
- 《讀李家同學英文4-竊聽者（The Eavesdroppers）》，2007年，聯經出版公司
- 《孩子，一個都不放棄》，2008年，圓神出版社
- 《故事六十八》，2008年，聯經出版公司
- 《李家同談教育－希望有人聽我的話》，2010年，聯經出版公司
- 《大量閱讀的重要性》，2010年，博雅書屋有限公司
- 《我們應該有第二次工業革命》，2010年，九歌出版社有限公司
- 《從28篇經典演說學思考：李伯伯帶你看大人物怎麼想 （附英文別冊）》，2010年，圓神出版社
- 《下一站》，2012年，九歌出版社
- 《人類面臨的重大問題》，2012年，博雅書屋
- 《李家同為台灣加油打氣－台灣值得我們驕傲》，2016年，五南圖書出版股份有限公司
- 李家同故事繪本[5]
- 專門為中學生寫的程式語言設計：強化邏輯思考力（聯經出版事業股份有限公司，2018）（ISBN 9789570851526（中文））

## 外部連結
- 李家同教授 - 國立暨南國際大學 （页面存档备份，存于）
- 清大數位校史館：李家同校長相關報導 - 國立清華大學
- 李家同的教育專欄 （页面存档备份，存于）
- 李家同教授2015.06.07中正紀念堂演講-『28篇經典演說與文件』 （页面存档备份，存于）

| 教育職務         | 教育職務                                                 | 教育職務                          |
| ---------------- | -------------------------------------------------------- | --------------------------------- |
| 清華大學         |                                                          |                                   |
| 前任： 劉兆玄    | 清華大學校長 代理 1993年2月27日－1994年2月1日            | 繼任： 沈君山                     |
| 靜宜大學         |                                                          |                                   |
| 前任： 徐熙光    | 靜宜大學校長 第六任 1994年2月1日－1999年7月1日           | 繼任： 陳振貴                     |
| 國立暨南國際大學 |                                                          |                                   |
| 前任： 袁頌西    | 國立暨南國際大學校長 第二任 1999年7月1日－1999年11月30日 | 繼任： 徐 泓（代理） 正任：張進福 |